# Splendrillia lissotropis
Splendrillia lissotropis är en snäckart som först beskrevs av Dall 1881.  Splendrillia lissotropis ingår i släktet Splendrillia och familjen Drilliidae. Inga underarter finns listade i Catalogue of Life.